# Sergej Baranov
Sergej Andrejevitsj Baranov (Russisch: Сергей Андреевич Баранов, Oekraïens: Сергій Андрійович Баранов) (Horlivka, 10 augustus 1981) is een Russische volleyballer, gespecialiseerd als receptie/diagonaal.

## Sportieve successen

### Club
CEV Cup:
- 2009
- 2002

Russisch Kampioenschap:
- 2002, 2003, 2004, 2005
- 2006
- 2012, 2016

CEV Champions League:
- 2003, 2004
- 2005, 2006

Russische Beker:
- 2003, 2005, 2011

### Nationaal team
Europees Kampioenschap:
- 2005
- 2003

Europa League:
- 2005
- 2004

Olympische Zomerspelen:
- 2004

FIVB World League:
- 2006

## Onderscheidingen
- 2004: Het beste diagonaal Final Four CEV Champions League